# Gnaphalium norvegicum
Gnaphalium norvegicum là một loài thực vật có hoa trong họ Cúc. Loài này được Gunnerus mô tả khoa học đầu tiên năm 1772.